# Cándida López
Cándida López Cano (* 1936 in Socuéllamos; † 25. September 2013 in Alicante) war eine spanische Schauspielerin.
López arbeitete als Model und später für den Film, wo sie unter dem Namen Candice Kay in einigen Filmen ihres Ehemannes Aldo Sambrell, mit dem sie seit 1964 verheiratet war, auftrat. Daneben wirkte sie als Managerin für ihren Mann und einige befreundete Schauspieler wie Frank Brana und Luis Barboo.

## Filmografie (Auswahl)
- 1982: Frau Doktor kann’s nicht lassen (Pierino aiutante messo comunale… praticamente spione)
- 1983: Al Oeste de Río Grande